# Lista över skidanläggningar i Sverige
Det här är en lista över alla alpina skidanläggningar i Sverige där huvudparten är medlemmar i SLAO.

## Blekinge
| Anläggning               | Kommun     | Liftar | Backar | Fallhöjd | Högsta åkhöjd | Snökanon | Öppningsår | Senaste år | Skidklubb               | Kommentar |
| ------------------------ | ---------- | ------ | ------ | -------- | ------------- | -------- | ---------- | ---------- | ----------------------- | --- |
| Alljungenbacken          | Karlskrona | (1)    | (1)    |          |               | nej      |            | 1980-talet |                         | Anläggningen drevs av Friluftsfrämjandet. Är permanent nedlagd. Liften flyttades till Rödebybacken.                      |
| Lingonbacken             | Karlshamn  | (1)    | (1)    | 33       | 45            | Nej      | -          | ca 2000    | -                       | Anläggningen är permanent nedlagd.                                                                                       |
| Rödebybacken, Rödeby     | Karlskrona | 2      | 1      | 61       | 92            | Ja       |            | 2024       | Karlskrona Alpina Klubb | Blekinges enda levande skidanläggning.                                                                                   |
| Vinterberget slalombacke | Olofström  | (1)    | (1)    | 45       | 110           | Nej      | 1964       | 2012       | -                       | Anläggningen är permanent nedlagd. Anläggningen drevs av Friluftsfrämjandet och var belägen inom fastigheten Hölje 4:23. |

## Bohuslän
| Anläggning            | Kommun    | Liftar | Backar | Fallhöjd | Högsta åkhöjd | Snökanon | Öppningsår | Senaste år | Skidklubb                    | Kommentar |
| --------------------- | --------- | ------ | ------ | -------- | ------------- | -------- | ---------- | ---------- | ---------------------------- | --- |
| Fontinbacken, Kungälv | Kungälv   | (-)    | (1)    | 37       | 50            | Ja       | -          | 2018       | -                            | Anläggningen drevs av Friluftsfrämjandet och stängdes permanent 2018. Backens längd var ca 230 m.                                                        |
| Möebacken, Munkedal   | Munkedal  | (2)    | (1)    | -        | -             | Nej      | ca 1975    | ca 2011    | (Munkedals Alpina Skidklubb) | Anläggningen är permanent nedlagd sedan ca 2011. Friluftsfrämjandet drev anläggningen vilken lades ned på grund av snöbrist. Backens längd var ca 250 m. |
| Vassbovik, Ljungskile | Uddevalla | (1)    | (1)    | 75       | 123           | Nej      |            | 1998       |                              | Anläggningen är permanent nedlagd. |

## Dalarna
| Anläggning                        | Kommun       | Liftar | Backar | Fallhöjd | Högsta åkhöjd | Snökanon | Öppningsår | Senaste år | Skidklubb          | Kommentar                                                         |
| --------------------------------- | ------------ | ------ | ------ | -------- | ------------- | -------- | ---------- | ---------- | ------------------ | ----------------------------------------------------------------- |
| Bjursås                           | Falun        |        |        |          |               |          |            |            |                    |                                                                   |
| Fjällberget, Grängesberg          | Ludvika      | 1      |        |          |               | Ja       |            |            | IFK Grängesberg AK |                                                                   |
| Fornby Klint slalombacke, Horndal | Avesta       | 2      | 3      |          |               |          |            |            |                    | Släplift och replift.                                             |
| Gesundaberget                     |              |        |        |          |               |          |            |            |                    |                                                                   |
| Gopshus skidbacke                 |              |        |        |          |               |          |            |            |                    |                                                                   |
| Granbergets skidbacke             |              |        |        |          |               |          |            |            |                    |                                                                   |
| Hunflen                           |              |        |        |          |               |          |            |            |                    |                                                                   |
| Idrefjäll                         | Älvdalen     | 24     | 41     |          |               | ja       |            |            | Idre SK            |                                                                   |
| Kläppen                           | Malung Sälen | 21     | 37     |          |               | ja       |            |            |                    |                                                                   |
| Leksand                           | Leksand      |        |        |          |               |          |            |            | Leksands SLK       |                                                                   |
| Lindvallen                        | Malung Sälen | 36     | 42     |          |               | ja       |            |            |                    |                                                                   |
| Nybrobacken                       | Borlänge     | 3      | 4      | 165      | 331           | Ja       |            |            | IFK Borlänge Alpin |                                                                   |
| Orsa Grönklitt                    | Orsa         |        |        |          |               |          |            |            | Orsa Alpina Klubb  |                                                                   |
| Romme Alpin                       | Borlänge     |        |        |          |               |          |            |            |                    |                                                                   |
|                                   |              |        |        |          |               |          |            |            |                    |                                                                   |
| Ryllshyttebacken, Garpenberg      | Hedemora     | 2      |        |          |               |          |            |            | IF Garparna        |                                                                   |
| Svärdsjöliften                    | Falun        |        |        |          |               |          |            |            |                    | Liften var stängd 2013 - 2016                                     |
| Säfsen, Fredriksberg              | Ludvika      |        |        |          |               |          |            |            |                    |                                                                   |
| Högbyn, Söderbärke                | Smedjebacken | 6      | 10     | 120?     | 214?          | ja       |            |            |                    | Stängd                                                            |
| Tandådalen                        | Malung Sälen | 22     | 26     |          |               | ja       | 1963       |            |                    |                                                                   |
| Uvbergsbacken                     | Smedjebacken | 1      | 2      |          |               | ja       | 1940-talet |            | Norrbärke SK Alpin | Backen drivs av Norrbärke SK Alpin. Släpliften installerades 1968 |
| Vikmanshyttan                     | Hedemora     |        |        |          |               |          |            |            |                    |                                                                   |
| Wäsa Alpin                        |              |        |        |          |               |          |            |            |                    |                                                                   |
| Åsbobacken, Avesta                | Avesta       |        |        |          |               |          |            |            |                    |                                                                   |
| Äppelbo                           | Vansbro      |        |        |          |               |          |            |            |                    |                                                                   |

## Dalsland
| Anläggning                        | Kommun     | Liftar | Backar | Fallhöjd | Högsta åkhöjd | Snökanon | Öppningsår | Senaste år       | Skidklubb           | Kommentar                                                                                                  |
| --------------------------------- | ---------- | ------ | ------ | -------- | ------------- | -------- | ---------- | ---------------- | ------------------- | --- |
| Kobackens slalombacke, Färgelanda | Färgelanda | 1      | 1      | 31       | 126           | -        | -          | (2018)           | -                   | Skidliften kan startas på egen hand genom att låna nyckeln till liften i kommunhuset. Timer om 1 timme.    |
| Kvarnbackens slalombacke          | Färgelanda |        |        |          |               |          |            |                  |                     | |
| Långevi                           | Bengtsfors | 1      | 1      | 45       | 170           | -        | -          | 2021             | Bengtfors IF Slalom | Slalomsektionen i Bengtfors IF återupptagen 2021.                                                          |
| Tegens slalombacke, Dalskog       | Mellerud   | (1)?   | (1)?   | 40       | 160           | -        | -          | 1990-talets slut | Melleruds SLK       | Hemmabacke för Magnus Andersson som bl.a. deltog i WC-tävlingar på 2000-talet tävlande för Sundsvalls SLK. |
| Åmåls skidcenter, Högheden        | Åmål       | 4      | 4      | 129      | 252           | Ja       | -          | 2021             | Höghedens SLK       | |

## Gästrikland
| Anläggning      | Kommun    | Liftar | Backar | Fallhöjd | Högsta åkhöjd | Snökanon | Öppningsår | Senaste år | Skidklubb                                         | Kommentar |
| --------------- | --------- | ------ | ------ | -------- | ------------- | -------- | ---------- | ---------- | ------------------------------------------------- | --- |
| Bomhusbacken    | Gävle     | 1      | 1      | 15       | 45            | Nej      | -          | 2021       | -                                                 | Anläggningen drivs av Friluftsfrjämjandet.                                                                                  |
| Hemlingbybacken | Gävle     | 2      | 2      | 36       | 50            | Ja       | -          | 2021       | Gävle Alpina Skidklubb                            | |
| Hoforsbacken    | Hofors    | 2      | 5      | 85       | 250           | Ja       | -          | 2021       |                                                   | |
| Kungsberget     | Sandviken | 11     | 18     | 195      | 309           | Ja       | 1954       | 2021       | Järbo IF (Gävle Alpina Skidklubb tränar i backen) | 3 sittliftar (8-stols, 3-stols, 2-stols). Utöver liftar även 3 åkband. Längsta nedfart 1 200 m. Hemmabacke för Sara Hector. |
| Rönnåsbacken    | Ockelbo   | 1      | 1      | 73       | 276           | -        | -          | -          | -                                                 | Anläggningen drivs av Friluftsfrämjandet.                                                                                   |

## Halland
| Anläggning                    | Kommun     | Liftar | Backar | Fallhöjd | Högsta åkhöjd | Snökanon | Öppningsår | Senaste år | Skidklubb                            | Kommentar |
| ----------------------------- | ---------- | ------ | ------ | -------- | ------------- | -------- | ---------- | ---------- | ------------------------------------ | --- |
| Brödabacken, Simlångsdalen    | Halmstad   | (1)    | (1)    | 40       | ()            | Nej      | 1972       | -          | Halmstad Alpina Skidklubb            | Permanent nedlagd. 170 m lång backe. |
| Gytingebacken, Simlångsgården | Halmstad   | (1)    | (1)    | -        | -             | -        | -          | -          | -                                    | Permenant nedlagd. |
| Hultagärdsbacken, Torup       | Hylte      | 1      | 2      | 40       | 126           | Ja       | -          | 2021       | -                                    | Belägen inom fastighten Sjögård 1:210. |
| Sydalpin Kungsbygget, Våxtorp | Laholm     | (4)    | (5)    | 74       | 148           | Ja       | 1986       | 2011       | -                                    | Permanent nedlagd. Anläggningens sista år var 2010/2011 efter att ha varit stängd 2007/2008, 2008/2009 och 2009/2010. Anläggningen fanns inom fastigheten Kungsbygget 1:27. Numera finns en äventyrspark i läget för den gamla skidanläggningen. |
| Trollhöjden, Ullared          | Falkenberg | 1      | 3      | 64       | 131           | Ja       | -          | 2019       | Ullareds SLK                         | Stängd säsongen 2020/2021 på grund av covid-pandemin. |
| Unnekullen, Unnaryd           | Hylte      | 1      | 1      | 27       | 178           | Nej      | -          | 2020       |                                      | - |
| Vallåsen, Våxtorp             | Laholm     | 6      | 7      | 140      | 185           | Ja       | 1989       | 2021       | (Laholm Alpina), Landskrona Ski Club | En fyrstolslift, en anklarlift, fyra knappliftar. Anläggningen har sedan öppningsåret 1989 haft mellan 11 (2007/2008) till 100 (2010/201!) öppna skiddagar per år, i genomsnitt ca 64 skiddagar per år. Längsta skidbacken är 1 260 m.           |
| Vrenningebacken, Oskarström   | Halmstad   | 1      | 1      | 36       | 63            | Nej      | -          | 2021       | Oskarströms SK Skidor                | |

## Hälsingland
| Anläggning                       | Kommun     | Liftar | Backar | Fallhöjd | Högsta åkhöjd | Snökanon | Öppningsår | Senaste år         | Skidklubb                 | Kommentar |
| -------------------------------- | ---------- | ------ | ------ | -------- | ------------- | -------- | ---------- | ------------------ | ------------------------- | --- |
| Bolleberget, Bollnäs             | Bollnäs    | 3      | 5      | 121      | 229           | Ja       |            | 2021               | Bollnäs AK                | FIS-godkänd |
| Edsbybacken, Edsbyn              | Edsbyn     | 2      | 5      | 135      | 318           | Ja       |            | 2021               | Edsbyns IF Alpina         | FIS-godkänd |
| Fågelhällan slalombacke, Enånger | Hudiksvall | 1      | 2      | 70       | 153           | Nej      | 1965       | 2018               | Enångers IK               | Fortfarande aktiv (2021). Ingen skidsäsong 2019 - 2021 på grund av snöbrist. Liften byttes ut i början av 1970-talet. Enda kvarvarande lift i Sverige med träbyglar. |
| Gussibacken, Ljusne              | Söderhamn  | 1      | 1      | 39       | 73            | Nej      |            | Okänt              | Ljusne AIK                | Replift |
| Hassela Ski Resort               | Bergsjö    | 8      | 18     | 310      | 443           | Ja       | 1973       | 2021               | Bergsjö-Hassela Alpina    | FIS-godkänd. Andre Myhrers hemmabacke |
| Hedebacken, Hudiksvall           | Hudiksvall | 1      | 3      | 50       | 86            | Ja       |            | 2021               | IF Hudik Alpin            | |
| Höglidenbacken, Hudiksvall       | Hudiksvall | (1)    | (1)    | 38       | 55            | Nej      | 1971       | Nedlagd 1988       | (Tidigare IF Hudik Alpin) | Skidlift nedmonterad |
| Järvsöbacken, Järvsö             | Ljusdal    | 8      | 20     | 195      | 368           | Ja       | 1957       | 2021               | Järvsö IF Alpina          | 6-stolslift (2018), 2-stolslift. FIS-godkänd. SM 1940. |
| Kajevall, Ljusdal                | Ljusdal    | (1)    | (1)    | 48       | 411           | Nej      |            | 2018               | -                         | Senaste säsongen öppnad 2018. Därefter ingen ny arrendator. |
| Koldemoåsen, Arbrå               | Bollnäs    | 2      | 2      | 135      | 335           | Ja       |            | 2021               | Arbrå IK Alpina           | |
| Norrlandsporten, Kilafors        | Bollnäs    | 1      | (2)    | 238      | 309           | Nej      | 1966       | Nedlagd 2001       |                           | Sittliften nedmonterad. |
| Ofärnebacken/Storberget, Forsa   | Hudiksvall | (2)    | (1)    | 225      | 349           | Nej      | 1967       | Nedlagd 2004       | Forsa Alpina              | Skidliftar nedmonterade. Arrangerade SM i storslalom 1970. |
| Orfabacken, Orbaden              | Bollnäs    | (1)    | (2)    | 215      | 356           | Nej      | 1970-talet | Nedlagd 1990-talet | -                         | Sittliften nedmonterad |
| Sundshockeln, Ramsjö             | Ljusdal    | (1)    | (1)    | 82       | 309           | Nej      |            | Okänt              |                           | Sannolikt nedlagd |
| Vallåsen, Färila                 | Ljusdal    | (1)    | (1)    | 141      | 358           | Nej      | 1967       | Nedlagd            | -                         | Skidlift nedmonterad |

## Härjedalen
| Anläggning        | Kommun     | Liftar | Backar | Fallhöjd | Högsta åkhöjd | Snökanon | Öppningsår | Senaste år | Skidklubb          | Kommentar     |
| ----------------- | ---------- | ------ | ------ | -------- | ------------- | -------- | ---------- | ---------- | ------------------ | ------------- |
| Björnberget, Sveg | Härjedalen |        |        |          |               |          |            |            | Svegs Alpina Klubb | Ny lift 2012. |
| Funäsfjällen      | Härjedalen |        |        |          |               |          |            |            |                    |               |
| Tänndalen         | Härjedalen |        |        |          |               |          |            |            |                    |               |
| Vargen            | Härjedalen |        |        |          |               |          | 1962       |            |                    |               |

## Jämtland
| Anläggning                        | Kommun    | Liftar | Backar | Fallhöjd | Högsta åkhöjd | Snökanon | Öppningsår | Senaste år | Skidklubb                | Kommentar |
| --------------------------------- | --------- | ------ | ------ | -------- | ------------- | -------- | ---------- | ---------- | ------------------------ | --- |
| Almåsa                            | Krokom    |        |        |          |               | Ja       |            | 2021       | Almåsa AK                | Skidanläggningen var stängd under några år på 2010-talet men återöppnade 2017. Östersund-Frösö SLK arrangerar tävlingar i backen.  |
| Björnrike                         |           |        |        |          |               |          |            | 2021       |                          | |
| Brattli skidanläggning, Gäddede   | Strömsund | (1)    | (2)    | 150      | 704           | Nej      | -          | Stängd     |                          | Anläggningen såldes av Strömsunds kommun 2008. Anläggningen har varit stängd i flera år men liften är fortfarande på plats (2021). |
| Duved                             | Åre       |        |        |          |               |          |            | 2021       | Duveds IF                | |
| Gustavsbacken, Frösön             | Östersund |        |        |          |               |          |            | 2021       |                          | |
| Huså skidlift, Huså               | Åre       |        |        |          |               |          |            |            |                          | |
| Jannebacken, Stugun               | Ragunda   |        |        |          |               | Nej      |            |            | Stuguns Alpina Skidklubb | |
| Kullstaberget, Hammarstrand       | Ragunda   |        |        |          |               |          |            |            |                          | |
| Ladängen, Frösön                  | Östersund |        |        |          |               |          |            |            |                          | |
| Landsomberget, Backe              | Strömsund | 1      | 2      |          |               |          |            |            | Fjällsjö                 | |
| Mickelbacken, Gällö               | Bräcke    |        |        |          |               | Ja       |            |            | Gällö SK Alpina          | |
| Munkflohögens skidbacke, Häggenås | Östersund | 1      | 1      |          |               |          |            |            |                          | |
| Rätansbyn                         | Berg      | 1      | 1      |          |               |          |            |            |                          | |
| Skålan, Åsarna                    | Berg      | (1)    | (1)    |          |               | Nej      |            | 2016       | -                        | |
| Stora Blåsjön                     | Strömsund | 4      | 9      | 475      | 924           | Nej      |            | 2021       |                          | |
| Storlien                          | Åre       |        |        |          |               |          |            |            |                          | |
| Vallberget, Strömsund             | Strömsund | 1      | 1      |          |               |          |            | 2019       | IFK Strömsund Alpint     | |

## Lappland
| Anläggning                | Kommun     | Liftar | Backar | Fallhöjd | Högsta åkhöjd | Snökanon | Öppningsår | Senaste år | Skidklubb                                                                | Kommentar |
| ------------------------- | ---------- | ------ | ------ | -------- | ------------- | -------- | ---------- | ---------- | ------------------------------------------------------------------------ | --- |
| Abisko Nuolja             | Kiruna     | 1      | 2      | 501      | 902           | Nej      |            | 2021       | -                                                                        | Stort offpistområde |
| Ammarnäs                  | Sorsele    | 2      | 10     | 260      | 707           | Nej      | -          | 2021       | -                                                                        | - |
| Avasaxa slalombacke       | Dorotea    | 1      | 1      | 100      | 433           | -        | -          | 2021       | Dorotea Alpina IF                                                        | - |
| Borgafjäll                | Dorotea    | 3      | 15     | 293      | 803           | Nej      | -          | 2021       | -                                                                        | - |
| Björkliden                | Kiruna     | 5      | 21     | 510      | 934           | Nej      | 1947       | 2021       | -                                                                        | Björklidens första lift uppfördes 1947 och var då rikets 3:e lift. |
| Bocksliden                | Lycksele   | 2      | 4      | 147      | 370           | Ja       | -          | 2021       | Lycksele IF                                                              | Anläggningen ägs av Lycksele kommun. |
| Bomyrberget, Vuollerim    | Jokkmokk   | 1      | 2      | 148      | 210           | Ja       | -          | 2021       | Vuollerims SK                                                            | - |
| Dundret                   | Gällivare  | 5      | 12     | 326      | 753           | -        | -          | 2021       | Gällivare SK, tidigare Gällivare SLK                                     | FIS-godkänd. Arrangerade WC i SL 27 februari 1983 där Marc Giradelli vann före Stig Strand och Ingemar Stenmark. "Dundret Express", en sexstolslift för 50 milj. kr, öppnade 2015. Anläggningen har gått i konkurs flera gånger. Efter senaste konkursen köpte kommunen anläggningen för 90 miljoner kr i april 2019. Säsongen sträcker sig från oktober till april/maj. Hemmabacke för Thomas Fogdö, Anton Lahdenperä och Monika Äija. |
| Galtis                    | Arjeplog   | 3      | 8      | 262      | 800           | Nej      | 1973       | 2021       |                                                                          | Längsta nedfart 1 600 m. |
| Granbergsbacken           | Vilhelmina | 1      | 2      | 72       | 450           |          |            | 2021       | Vilhelmina IK                                                            | |
| Jäckvik                   | Arjeplog   | 1      | 2      | 363      | 832           | Nej      | -          | 2021       | -                                                                        | Sveriges längsta ankarlift (1 927 m). |
| Hemavan/Tärnaby           | Storuman   | 15     | 45     | 678      | 1 139         | Ja       | 1954       | 2021       | Tärna IK Fjällvinden                                                     | Två skidsystem: Hemavan har 10 liftar, 29 nedfarter. Längsta nedfart 5,5 km. Gondol-/sexstolsliften från 2017/2018 kostade 130 milj. kr. Skidsäsong november till maj. I Hemavans vision 2025 ingår ytterligare 2 st sexsstolsliftar. Tärnaby har 5 liftar och 13 nedfarter. |
| Kittelfjäll, Dikanäs      | Vilhelmina | 5      | 34     | 420      | 917           | Nej      | -          | 2021       |                                                                          | Nedfarter: 25 offpistnedfarter, 9 pistade nedfarter, 2 barnområden. Liftar: 4 st varav 2 ankarliftar, 1 knapplift och 1 barnlift samt replift. Fallhöjd: 420 från liften, 600 från Kittelfjälltoppen, 800 m vid toppturer. Hemmabacke för Bengt-Erik Grahn. |
| Klimpfjäll                | Vilhelmina | 3      | 20     | 200      | 812           | Nej      | -          | 2021       | Klimpfjälls Alpina klubb Fjällbranten                                    | |
| Koskullskulle             | Gällivare  | (1)    | (1)    | -        | -             | -        | -          | -          | -                                                                        | Permanent nedlagd |
| Kåbdalis                  | Jokkmokk   | 4      | 14     | 210      | 570           | Ja       | 1966       | 2021       | IFK Kåbdalis. Såväl Piteå AK och Luleå AK arrangerar tävlingar i backen. | Skidanläggningen öppnas 1966. Ny stolslift byggdes 2010. Anläggningen har öppet från oktober till maj. Flera alpina skidlandslag (bl.a. Sverige, Tyskland, Österrike, Italien, Ryssland) förlägger träningsläger i Kåbdalis i oktober, innan WC-premiären i finska Levi. |
| Luossavaarabacken, Kiruna | Kiruna     | 2      | 4      | 156      | 724           | -        | -          | 2021       | Kiruna BK                                                                | FIS-godkänd. Köldgräns -20 C. Fyrstolslift från 2020. Till toppen tar man sig med bilväg. På toppen finns ett påbörjat hotellbygge som är övergivet. |
| Nalovardo                 | Sorsele    | 3      | 14     | 322      | 744           | Ja       | -          | 2021       | Sorsele SK                                                               | Naloliften 1 701 m. |
| Porjus slalombacke        | Jokkmokk   | 1      | 1      | 86       | 519           | -        | -          | 2021       | Porjus IK                                                                | - |
| Prästberget               | Arvidsjaur | 1      | 5      | 166      | 554           | Ja       | -          | 2021       | IFK Arvidsjaur alpina                                                    | |
| Riksgränsen               | Kiruna     | 6      | 17     | 393      | 909           | Nej      | 1952       | 2021       | -                                                                        | 2 stolsliftar. Skidsäsongen sträcker sig normalt från februari till juni. Korglinbanan från 1952 var i drift till 1974. |
| Rävlyan, Fredrika         | Åsele      | 1      | 1      | 27       | 390           | Nej      | -          | 2021       | -                                                                        | Anläggningen ägs av Åsele kommun. |
| Tjamstanbackarna          | Malå       | 4      | 14     | 148      | 469           | -        | -          | 2021       | -                                                                        | - |
| Umanbacken, Storuman      | Storuman   |        |        |          |               |          |            |            |                                                                          | |
| Vittjåkk                  | Arvidsjaur | 3      | 12     | 206      | 724           | Nej      |            | 2021       | -                                                                        | Anläggningen var till försäljning under 2017 - 2019. Inga anbud inkom. |
| Åslialiften               | Åsele      | 2      | 1      | 90       | 429           | Nej      | -          | 2021       | -                                                                        | Anläggningen ägs av Åsele kommun. |

## Medelpad
| Anläggning                | Kommun    | Liftar | Backar | Fallhöjd | Högsta åkhöjd | Snökanon | Öppningsår | Senaste år   | Skidklubb                | Kommentar                                                                                               |
| ------------------------- | --------- | ------ | ------ | -------- | ------------- | -------- | ---------- | ------------ | ------------------------ | --- |
| Getberget, Ljungaverk     | Ånge      | 2      | 2      | 140      | 348           | Ja       | 1965       | 2021         | Getbergets Alpina IF     | Inomhusbacke planerad. FIS-godkänd.                                                                     |
| Nolbybacken, Kvissleby    | Sundsvall | 2      | 4      | 150      | 177           | Ja       | 1972       | 2021         | Nolby Alpina             | Medelpads enda sittlift. Utbytt 1993 till bygellift. FIS-godkänd.                                       |
| Ljustorpsbacken, Ljustorp | Timrå     | (2)    | (1)    | 55       | 73            | -        | 1967       | Nedlagd 1984 | (Kustvindens Alpina SLK) | |
| Sidsjöbacken              | Sundsvall | 2      | 2      | 104      | 175           | Ja       | -          | 2021         | -                        | |
| Skönviksbacken            | Sundsvall | 2      | 1      | 150      | 186           | Nej      | -          | 2019         | -                        | Arrenderades av Sunds IF.                                                                               |
| Södra Berget              | Sundsvall | 2      | 3      | 154      | 246           | Ja       | -          | 2021         | Sundsvalls SLK           | FIS-godkänd. WC damer SL 1992. Hemmabacke för WC-åkaren Fredrik Nyberg och OS-medaljören Anna Holmlund. |
| Stödebacken, Stöde        | Sundsvall | (1)    | (1)    | -        | -             | -        | -          | Nedlagd      | -                        | Nedlagd ca 1980-tal. Inga spår finns kvar i dag.                                                        |
| Uvberget, Matfors         | Sundsvall | (1)    | (1)    | 46       | 83            | -        | -          | Nedlagd      | -                        | Nedlagd på 1980-tal.                                                                                    |
| Vettenbacken, Liden       | Sundsvall | 2      | 5      | 134      | 204           | -        | -          | 2021         | Vetten Alpina IF         | - |

## Norrbotten
| Anläggning                                 | Kommun     | Liftar | Backar | Fallhöjd | Högsta åkhöjd | Snökanon | Öppningsår | Senast år | Skidklubb      | Kommentar |
| ------------------------------------------ | ---------- | ------ | ------ | -------- | ------------- | -------- | ---------- | --------- | -------------- | --- |
| Gruvberget, Boden                          | Boden      | 1      | 1      | 30       | 112           | -        | -          | -         | -              | Okänd om anläggningen är i drift. Drift av Friluftsfrämjandet |
| Kanisbacken, Älvsbyn                       | Älvsbyn    | 1      | 4      | 158      | 224           | Ja       | -          | 2021      | -              | 1968-1969 byggdes en lift. Enligt uppgift fanns tidigare en annan skidlift. |
| Lappbergsbacken, Överkalix                 | Överkalix  | 1      | 2      | 88       | 263           | -        | -          | 2020      | Överkalix IF   | Skidliften öppnade aldrig under 2020/2021 på grund av tekniska fel. |
| Lindbäcksstadion, Svensbyn                 | Piteå      | 2      | 3      | 104      | 115           | Ja       | -          | 2021      | Piteå Alpina   | "Vallsberget" |
| Måttsund slalombacke, Måttsund             | Luleå      | 3      | 3      | 125      | 145           | -        | -          | 2021      | Luleå AK       | FIS-godkänd |
| Ormbergsbacken, Luleå                      | Luleå      | 1      | 1      | 40       | 70            | -        | -          | 2021      | Luleå AK       | - |
| Pagla slalombacke, Boden                   | Boden      | 1      | 2      | 47       | 93            | -        | -          | 2021      | Storklinten AK | - |
| Rudträskbacken, Kalix                      | Kalix      | 1      | 1      | 62       | 85            | Ja       | -          | 2021      | Kalix Alpina   | - |
| Ruskolabacken, Övertorneå                  | Övertorneå | 2      | 3      | 125      | 182           | -        |            | 2017      | -              | Köldgräns - 20 C. Backen drevs av en stiftelse som inför säsongen 2017/2018 inte fortsatte arrendera backen på grund av brist på arbetskraft. Under 2020 diskuterades om en ny förening skulle överta driften. |
| Rånekölen, Råneå                           | Luleå      | 1      | 2      | 30       | 100           | -        | -          | -         | -              | Drift av Friluftsfrämjandet. |
| Sattajärvi, Pajala                         | Pajala     | 1      | 4      | 85       | 274           | Nej      | 2011       | 2021      | Sattajärvi IF  | En av Sveriges nyaste skidanläggning. Skidliften köptes begagnad från Alperna under 2010 och monterades upp inför säsongen 2011.                                                                               |
| Storklinten, Övre Svartlå                  | Boden      | 5      | 18     | 190      | 269           | Ja       | 1969       | 2021      | Storklinten AK | FIS-godkänd. Hemmabacke för Kristoffer Jakobsen. Anläggningen var i kommunal regi fram till 2007 då 17 entreprenörer köpte anläggningen.                                                                       |
| Svanstein Ski Resort (Pullinki), Svanstein | Övertorneå | 5      | 16     | 249      | 335           | Ja       | -          | 2021      | -              | Ägaren Pullinki Mountain AB gick i konkurs i maj 2020. Backen var dock öppen säsongen 2020/2021. Skidsystemet är designat av Stig Strand.                                                                      |

## Närke
| Anläggning                  | Kommun    | Liftar | Backar | Fallhöjd | Högsta åkhöjd | Snökanon | Öppningsår | Senaste år | Skidklubb          | Kommentar                                                                                           |
| --------------------------- | --------- | ------ | ------ | -------- | ------------- | -------- | ---------- | ---------- | ------------------ | --------------------------------------------------------------------------------------------------- |
| Kvarntorpshögen, Kvarntorp  | Kumla     | 2      | 2      | 100      | 156           | Ja       | 1986       | 2021       | Kumla Skidförening | Lilla backen öppnade 1986. Stora backen öppnade1993.                                                |
| Storstenshöjden, Garphyttan | Örebro    | 6      | 8      | 105      | 281           | Ja       | 1958       | 2020       | Örebro SLF         | Anläggningen öppnade aldrig under 2021 med Branäsgruppen som ägare. Anläggningen kommer att säljas. |
| Sörbybacken, Örebro         | Örebro    | 1      | 1      | 28       | 57            | -        | -          | -          | -                  | -                                                                                                   |
| Väderkvarnsbacken           | Askersund | (1)    | (1)    | 32       | 138           | Nej      | -          | -          | -                  | Anläggningen permanent nedlagd.                                                                     |

## Skåne
| Anläggning                   | Kommun       | Liftar | Backar | Fallhöjd | Högsta åkhöjd | Snökanon | Öppningsår | Senaste år | Skidklubb                  | Kommentar |
| ---------------------------- | ------------ | ------ | ------ | -------- | ------------- | -------- | ---------- | ---------- | -------------------------- | --- |
| Belebacken, Hässleholm       | Hässleholm   | (1)    | (1)    | -        | -             | -        | -          | 1980-talet | -                          | Permanent nedlagd. |
| Flansbjer, Bulltofta         | Malmö        | 0      | 1      | ?        | -             | Nej      | -          | -          | -                          | - |
| Degeberga skidbacke          | Kristianstad | (1)    | (1)    | 30       | -             | Nej      | -          | -          | -                          | Permanent nedlagd. Knappliften flyttades till Vångabacken. Anläggningen låg inom fastigheten Degeberga 6:6.            |
| Lerjevallen, Arkelstorp      | Kristianstad | (1)    | (1)    | 44       | 112           | Nej      | -          | 1990-talet | -                          | Permanent nedlagd. |
| Orebackens skidanläggning    | Sjöbo        | 2      | 1      | 35       | 92            | Nej      | 1982       | 2021       | -                          | Sveriges sydligast skidbacke. Anläggningen drivs av Friluftsfrämjandet i Sjöbo. 2 liftar varav endast 1 är i drift.    |
| Ornahög skidbacke, Brösarp   | Tomelilla    | (1)    | (1)    | 22       | 78            | Nej      | 1982       | 2020       | Brösarps Alpina Klubb      | Öppnade aldrig säsongen 2020/2021 på grund av snöbrist. Anläggningen finns kvar. Belägen inom fastigheten Brösarp 5:2. |
| Klinten skidbacke            | Osby         | 1      | 1      | 35       | 112           | -        | -          | -          | -                          | Anläggningen drivs av Friluftsfrämjandet.                                                                              |
| Tostarps skidbacke, Skäralid | Klippan      | (1)    | (1)    | 45       | 130           | Nej      | 1975       | -          | (Perstorp Alpina SK, PASK) | Replift. Den första liften var traktordriven vilken sedermera byttes ut mot en eldriven lift. Permanent nedlagd        |
| Vångabacken, Vånga           | Kristianstad | 2      | 3      | 117      | 139           | Ja       |            |            | Vångabergets SLK           | Årets hemmabacke 2021. En av bygelliftarna byttes ut mot en ny 2011. Barnbacke från 2018.                              |
| Åkarpbacken, S:t Olof        | Simirshamn   | 1      | 1      | 28       | 144           | Nej      |            | 2021       | -                          | Belägen inom fastigheten Åkarp 6:4                                                                                     |
| Åsljungabacken               | Örkelljunga  | (1)    | (1)    | 20       | 144           | Nej      | -          | -          | -                          | Permanent nedlagd. Belägen inom Åsljunga 74:1.                                                                         |

## Småland
| Anläggning                    | Kommun     | Liftar | Backar | Fallhöjd | Högsta åkhöjd | Snökanon | Öppningsår  | Senaste år | Skidklubb                       | Kommentar |
| ----------------------------- | ---------- | ------ | ------ | -------- | ------------- | -------- | ----------- | ---------- | ------------------------------- | --- |
| Aboda klint                   | Högsby     | 2      | 3      | 45       | 156           | Ja       | -           | -          | -                               | - |
| Alandsrydsbacken              | Värnamo    | 1      | 1      | 33       | 195           | Ja       | -           | 2021       | Finnvedens SLK                  | |
| Brunkullabacken               | Jönköping  | -      | -      | -        | -             | -        | -           | -          | -                               | - |
| Dackestupet, Virserum         | Hultsfred  | 3      | 3      | 65       | 190           | Ja       | -           | 2021       | Hjortens Alpina                 | |
| Djursdala skidbacke, Södra Vi | Vimmerby   | (1)    | (1)    | 37       | 147           | Nej      | -           | 1999       | -                               | Permanent nedlagd. |
| Hanaslövsbacken               | Alvesta    | 2      | 4      | 70       | 260           | Ja       | -           | 2021       | ASOK                            | |
| Hjortberget                   | Oskarshamn | 1      | 3      | 41       | 43            | Ja       | 1980        | 2021       | -                               | Ny skidlift 2022. Anläggningen drivs av Friluftsfrämjandet.                                                                                             |
| Högagärdebacken               | Sävsjö     | 1      | 1      | 45       | 274           | Ja       | 1981        | 2021       | IFK Sävsjö Alpin                | - |
| Högehall, Hovmanstorp         | Lessebo    | (1)    | 2      | 44       | 206           | Nej      | -           | 2019       | Lessebo OK                      | Anläggningen är permanent stängd. I backen anläggs en MTB-bana.                                                                                         |
| Isaberg, Hestra               | Gislaved   | 8      | 12     | 148      | 308           | Ja       | 1938 (1969) | 2021       | Hestra SSK                      | Första skidliften byggdes 1968/1969. Ny sexstolslift (2004/2005) Ny fyrstolslift (2006)                                                                 |
| Jularpsbacken, Aneby          | Aneby      | 1      | 1      | 27       | 216           | -        | -           | 2021       | -                               | Anläggningen var nedstängd 2006 - 2010 men öppnade igen 2011.                                                                                           |
| Järabacken, Jönköping         | Jönköping  | 1      | 2      | 73       | 260           | Ja       | -           | 2021       | Jönköpings SLK                  | |
| Kettilsås                     | Vetlanda   | 3      | 3      | 78       | 284           | Ja       | 1947        | 2021       | Vetlanda Alpina Klubb           | Anläggningen drivs av Friluftsfrämjandet. Längsta nedfart 450 m.                                                                                        |
| Kyllåsbacken                  | Vaggeryd   | 1      | 1      | 65       | 269           | Ja       | 1978        | 2021       | -                               | Ursprungligen fanns en släplift från 1978. Denna ersattes med en knapplift 1986. Konstsnöanläggning 2006. Ny pistmaskin 2012. Längsta nedfart är 420 m. |
| Lövhults Teknikbacke          | Nässjö     | 2      | 3      | 36       | 306           | Ja       | -           | -          | -                               | "Högefällebacken" |
| Mosjöbacken                   | Tingsryd   | 1      | 1      | 35       | 178           | Nej      | -           | -          | -                               | Anläggningen har inte varit öppen på många år. Nedfart 200 m.                                                                                           |
| Myrebobacken                  | Ljungby    | 1      | 1      | 30       | 177           | Ja       | -           | 2021       |                                 | |
| Nyarpsbacken, Bankeryd        | Jönköping  | (1)    | 1      | 60       | 192           | (Ja)     | -           | ca 2018    | Bankeryds Skid och motionsklubb | Anläggningen saknar numera skidlift vilken är nedmonterad. Längsta nedfart 300 m.                                                                       |
| Odensvi skidbacke, Gamleby    | Västervik  | 1      | 1      | 37       | 125           | -        | -           | -          | -                               | Längsta nedfart 175 m. |
| Prästabacken, Ingelstad       | Växjö      | 1      | 1      | 18       | 186           | Nej      | -           | -          | -                               | "Stommabacken" |
| Strutsabacken, Huskvarna      | Jönköping  | 1      | 2      | 75       | 244           | Ja       | 1966        | -          | IK Hakarpspojkarna              | Nuvarande lift är från 1987. |
| Svartbäcksmåla                | Nybro      | 3      | 3      | 32       | 108           | Ja       | -           | 2021       | Nybro SLK                       | Längsta nedfart 230 m. |
| Valbacken, Ingatorp           | Eksjö      | 2      | 4      | 70       | 268           | Ja       | -           | 2021       | Valbackens Alpina Förening      | Anläggningen var under många år stängd. 2001 öppnade den igen.                                                                                          |
| Vattentornsbacken, Järnforsen | Hultsfred  | -      | -      | 30       | -             | -        | -           | -          | -                               | - |
| Överumsbacken                 | Västervik  | 1      | 1      | 38       | 89            | Ja       | -           | -          | -                               | Senast öppna säsong 2010. Längsta nedfart 450 m. |

## Stockholm
| Anläggning                     | Kommun         | Liftar | Backar | Fallhöjd | Högsta åkhöjd | Snökanon | Öppningsår | Senaste år | Skidklubb                    | Kommentar |
| ------------------------------ | -------------- | ------ | ------ | -------- | ------------- | -------- | ---------- | ---------- | ---------------------------- | --- |
| Albybacken                     | Tyresö         | (1)    | (3)    | 34       | 52            |          |            |            | Tyresö SLK                   | |
| Bergshamrabacken               | Solna          | (-)    | (-)    |          |               |          |            |            |                              | Permanent nedlagd. |
| Blommensbergbacken             | Stockholm      | (1)    | (1)    | 57       | 59            | Nej      | -          | -          | -                            | Permanent nedlagd. |
| Bosses backe, Hemmesta         | Värmdö         | (1)    | (1)    | 17       | 37            | Nej      |            |            |                              | |
| Botkyrkabacken                 | Botkyrka       | (-)    | (-)    | 62       | 86            | -        | -          | -          | -                            | Permanent nedlagd. |
| Brukets skidbacke              | Järfälla       | 1      | 5      | 55       | 60            | Ja       | 1970       | 2021       | Järfälla Alpina Klubb        | |
| Ekebyhovsbacken                | Ekerö          | 2      | 4      | 79       | 82            | Ja       | 1980-tal   | 2021       | Mälaröarnas Alpina Skidklubb | Längsta nedfart 510 m. |
| Ekholmsnäsbacken               | Lidingö        | 2      | 2      | 65       | 69            | Ja       | -          | 2021       | IFK Lidingö SLK              | |
| Farstanäset                    | Stockholm      | (1)    | (1)    | 35       | 56            | -        | -          | -          | (Farsta SLK)                 | Permanent nedlagd. |
| Fiskartorpet                   | Stockholm      | -      | -      | -        | -             | -        | -          | -          | -                            | - |
| Flottsbro                      | Huddinge       | 3      | 4      | 100      | 103           | Ja       | -          | 2021       | Huddinge SK Alpina Förening  | En fyrstolslift. Längsta nedfart 700 m. Hemmabacke för Jessica Lindell Vikarby, Mattias Hargin och Janette Hargin.                                                 |
| Fregattbacken, Saltsjö-Boo     | Nacka          | 1      | 1      | 32       | 48            | Nej      | -          | 2021       | -                            | Anläggningen drivs av Friluftsfrämjandet Boo. |
| Hackstabacken, Åkersberga      | Österåker      | (-)    | (1)    | 35       | 63            | Nej      | -          | (2004)     |                              | Permanent nedlagd. |
| Hammarbybacken, Stockholm      | Stockholm      | 2      | 4      | 82       | 91            | Ja       | -          | 2021       | Djurgårdens IF Alpinförening | |
| Hammarbybacken, Upplands Väsby | Upplands Väsby | (-)    | (-)    | -        | -             | -        | -          | -          | -                            | Permanent nedlagd. |
| Haningealpen                   | Haninge        | (-)    | (-)    | 40       | 66            | -        | -          | -          | -                            | Permanent nedlagd. |
| Humbacken, Sigtuna             | Sigtuna        | 1      | 1      | 29       | 38            | Ja       | -          | 2021       | Sigtuna Alpina Klubb         | - |
| Högdalstoppen                  | Stockholm      | (1)    | (2)    | 43       | 72            | Ja       | 1966       | 1994       | Högdalens SLK                | Permanent nedlagd med lift nedmonterad 1996. |
| Johannelundstoppen, Vällingby  | Stockholm      | (1)    | (1)    | 34       | 66            | Ja       | ca 1970    | 1990-talet | (Hässelby SLK)               | Permanent nedlagd. Liften flyttades till Ekebyhovsbacken, Ekerö.                                                                                                   |
| Killingebacken                 | Lidingö        | (-)    | (-)    | -        | -             | -        | -          | -          | -                            | |
| Kvarnbacken                    | Nynäshamn      | (1)    | (2)    | 33       | 43            | -        | -          | ca 2005    | -                            | Längsta nedfart 250 m. |
| Lida friluftsgård, Tullinge    | Botkyrka       | 2      | 1      | 45       | 80            | -        | -          | 2021       | -                            | Ankarlift och replift. |
| Löttsjöbacken                  | Sundbyberg     | (1)    | (1)    | 20       | 25            | Ja       | 1947       | 1999       | Sundbybergs IK Slalom        | En skidlift byggdes 1983. Permanent nedlagd 1999. Backen bebyggdes åren efter med flerbostadshus. Hemmabacke till Lars-Börje Eriksson och WC-åkaren Fredrik Nordh. |
| Mosstorpsbacken                | Täby           | (1)    | (1)    | 31       | 41            | -        | -          | -          | (Täby SLK)                   | Permanent nedlagd. Första liften 1972. |
| Odenslunda                     | Upplands Väsby | (-)    | (-)    | -        | -             | -        | -          | -          | -                            | Permanent nedlagd. |
| Ragnhilsborgsbacken            | Södertälje     | 1      | 1      | 44       | 59            | Ja       | -          | 2021       | -                            | - |
| Saltjsöbadens vinterstadion    | Nacka          | 1      | 2      | 60       | 60            | Ja       | -          | 2021       | Saltsjöbadens SLK            | - |
| Ullerstupet                    | Huddinge       | (1)    | (1)    | -        | -             | -        | -          | 1960-talet | -                            | Permanent nedlagd. |
| Ullnabacken                    | Täby           | (4)    | (4)    | 72       | 90            | Ja       | -          | 1990-talet | (Täby SLK)                   | Permanent nedlagd. Planer finns på att återöppna anläggningen.[?]                                                                                                  |
| Väsjöbacken                    | Sollentuna     | 6      | 4      | 78       | 98            | Ja       | -          | 2021       | Sollentuna SLK, Täby SLK     | |

## Södermanland
| Anläggning              | Kommun      | Liftar | Backar | Fallhöjd | Högsta åkhöjd | Snökanon | Öppningsår | Senaste år | Skidklubb                       | Kommentar                                                                  |
| ----------------------- | ----------- | ------ | ------ | -------- | ------------- | -------- | ---------- | ---------- | ------------------------------- | -------------------------------------------------------------------------- |
| Båsenbergabacken        | Vingåker    | 1      | 4      | 36       | 82            | Ja       | -          | 2021       | Båsenberga SLK                  | Anläggningen var stängd på grund av snöbrist 1997, 2008 och 2020.          |
| Malmabacken, Malmköping | Flen        | 2      | 3      | 38       | 80            | Ja       | 1966       | 2021       | Malmköpings Alpina Skidklubb    |                                                                            |
| Ryssbergens slalombacke | Nyköping    | 1      | 1      | 51       | 53            | Ja       | -          | 2021       | Nyköping-Oxelösund Alpina Klubb |                                                                            |
| Spökbacken              | Katrineholm | 1      | 3      | 44       | 75            | Ja       | -          | 2021       | Spökbackens Alpina Klubb        |                                                                            |
| Strängnäs slalombacke   | Strängnäs   | -      | -      | -        | -             | -        | -          | -          | -                               | -                                                                          |
| Trosabacken             | Trosa       | 1      | 1      | 38       | 54            | Ja       | -          | 2021       | Trosa Alpina Klubb              |                                                                            |
| Vilsabacken             | Eskilstuna  |        |        | 31       |               |          |            |            | Tunafors SLK                    | Nya schaktmassor har tillförts berget och utökat fallhöjden. Ny lift 2020. |
| Ålbergabacken, Jönåker  | Nyköping    | 1      | 1      | 47       | 65            | Ja       | -          | 2015       | Ålberga GIF                     | -                                                                          |

## Uppland
| Anläggning                       | Kommun    | Liftar | Backar | Fallhöjd | Högsta åkhöjd | Snökanon | Öppningsår | Senaste år | Skidklubb                  | Kommentar |
| -------------------------------- | --------- | ------ | ------ | -------- | ------------- | -------- | ---------- | ---------- | -------------------------- | --- |
| Alunda skidbacke                 | Östhammar | -      | -      | -        | -             | -        | -          | -          | -                          | - |
| Björklinge Skidbacke, Björklinge | Uppsala   | 1      | 1      | 20       | 45            | -        | -          | 2021       | -                          | Anläggningen drivs av Friluftsfrämjandet.                                                                                        |
| Kvisthamrabacken, Norrtälje      | Norrtälje | 1      | 3      | 43       | 44            | Ja       | -          | 2021       | Roslagens Alpina Klubb     | |
| Skattmansöbacken                 | Enköping  | 2      | 1      | 48       | 63            | -        | -          | 2019       | -                          | Anläggningen öppnade aldrig under 2019/2020 på grund av snöbrist. Anläggningen öppnade ej heller 2020/2021 på grund av pandemin. |
| Skärstabacken, Hallstavik        | Norrtälje | 1      | 1      | 25       | 31            | Nej      | -          | -          | -                          | Anläggningen har inte varit öppen på länge.                                                                                      |
| Sunnerstabacken                  | Uppsala   | 2      | 3      | 27       | 41            | Ja       | -          | 2021       | Uppsala SLK                | |
| Söderforsbacken                  | Tierp     | 1      | 1      | 20       | 70            | Ja       | -          | 2021       | Söderfors GOIF Skidsektion | Replift. |
| Teknikbacken, Bålsta Ski Center  | Håbo      | 2      | 2      | 55       | -             | Ja       | -          | 2021       | Bålsta Alpina Klubb        | |
| Torslundabacken                  | Tierp     | (1)    | (1)    | 10       | 51            | Nej      | -          | 1995       | -                          | - |

## Värmland
| Anläggning                      | Kommun       | Liftar | Backar | Fallhöjd | Högsta åkhöjd | Snökanon | Öppningsår | Senaste år | Skidklubb                  | Kommentar |
| ------------------------------- | ------------ | ------ | ------ | -------- | ------------- | -------- | ---------- | ---------- | -------------------------- | --- |
| Branäs                          | Torsby       | 22     | 34     | 415      | 567           | Ja       | 1988       | 2021       | Branäs Alpina Klubb        | Anläggningen öppnades 1988. Gondolliften byggdes 1988. Ny sittlift 2014. Ny 6-stolslift 2019/2020. Utbyggnad av Mattesdalen 2020/2021. |
| Bryngfjorden, Skåre             | Karlstad     | 1      | 1      | 48       | 100           | Ja       | -          | 2021       | Karlstad SLK               | Hemmabacke för Marcus Larsson. |
| Busshöjden slalombacke          | Kristinehamn | (2)    | (2)    | 70       | 198           | Nej      | 1969       | 1999       | (Kristinehamns SLK)        | Två repliftar. Anläggningen nedlagd 1998. Skidliftarna såldes till Filipstads SLK. Pistmaskinen till Kil.                              |
| Dammsjöhöjden                   | Filipstad    | 1      | 2      | 84       | 270           | Ja       | -          | -          | Filipstads SLK             | Öppen säsongen 2019/2020. |
| Dömlebacken, Deje               | Forshaga     | 1      | 1      | 61       | 133           | Ja       | -          | 2021       | Deje Alpina Klubb          | Nedfarten är 350 m. |
| Ekesberget, Ekshärad            | Hagfors      | 2      | 5      | 106      | 267           | -        | -          | 2021       | Ekshärads SLK              | - |
| Gillebacken                     | Hagfors      | -      | -      | -        | -             | -        | -          | -          | -                          | - |
| Grenvikens slalombacke          | Kristinehamn | (1)    | (1)    | -        | -             | -        | 1937       | 1960-talet | -                          | Replift |
| Frykstabacken                   | Kil          | 2      | 4      | 60       | 127           | Ja       | 1937       | 2021       | Kils SLK                   | . |
| Hagfors slalombacke             | Hagfors      | (1)    | (1)    | -        | -             | Nej      | 1940-talet | 1970-talet | (Hagfors Alpina Klubb)     | Anläggningen hade en släplift under de sista åren.                                                                                     |
| Hovfjället                      | Torsby       | 6      | 13     | 152      | 542           | Ja       | -          | 2021       | -                          | En 3-stolslift, 4 knappliftar, 1 släplift.                                                                                             |
| Höljes skidbacke, Höljes        | Torsby       | (1)    | (1)    | 137      | 407           | Nej      | -          | -          | -                          | Permanent stängd. |
| Lesjöfors slalombacke           | Filipstad    | 1      | 1      | 86       | 368           | Ja       | -          | 2021       | Lesjöfors SLK              | |
| Lunedsbacken                    | Karlskoga    | (1)    | (1)    | 107      | 229           | Ja       | 1969       | 2009       | Karlskoga SLK              | Anläggningen permanent nedlagd 2009. Längsta nedfart 700 m. Belägen inom Lunnedet 2:9.                                                 |
| Lustighejs slalombacke, Rävåsen | Karlskoga    | (1)    | (2)    | -        | -             | Nej      | 1962       | -          | Karlskoga SLK              | Replift |
| Långberget, Sysslebäck          | Torsby       | 1      | 2      | 30       | 600           | -        | -          | -          | (Sysslebäcks Alpina klubb) | |
| Rackstadbacken                  | Arvika       | 1      | 1      | 99       | 197           | Ja       | -          | 2021       | Arvika SLK                 | Nedfarten är 550 m. |
| Stömne slalombacke, Stömne      | Arvika       | -      | -      | -        | -             | Nej      | 1980       | 1985       | Stömne Alpina              | - |
| Ski Sunne                       | Sunne        | 7      | 10     | 265      | 390           | Ja       | -          | 2021       | Sunne Alpina Klubb         | Två sittliftar |
| Valfjället                      | Eda          | 5      | 12     | 220      | 310           | Ja       | -          | 2021       | Valfjällets SLK            | Hemmabacke för Matts Olsson. |
| Värmullsåsen                    | Hagfors      | 3      | 8      | 230      | 420           |          |            |            |                            | |
| Ålviksbacken                    | Grums        | 2      | 4      | 62       | 112           | Ja       | 1969       | 2021       | Grums SLK                  | Längsta nedfart 300 m. |
| Årjängsbacken                   | Årjäng       | 1      | 2      | 81       | 222           | Ja       | -          | 2021       | Årjäng SLK                 | |

## Västerbotten
| Anläggning                   | Kommun     | Liftar | Backar | Fallhöjd | Högsta åkhöjd | Snökanon | Öppningsår | Senast år | Skidklubb        | Kommentar                                                                         |
| ---------------------------- | ---------- | ------ | ------ | -------- | ------------- | -------- | ---------- | --------- | ---------------- | --------------------------------------------------------------------------------- |
| Bräntberget, Umeå            | Umeå       | 2      | 3      | 46       | 83            | Ja       | -          | 2021      | Umeå Holmsund SK | Hemmabacke för Maria Pietäla Holmner och Charlotta Säfvenberg.                    |
| Buberget, Vindeln            | Vindeln    | 4      | 5      | 108      | 298           | -        | -          | 2021      | Vindelns IF      |                                                                                   |
| Bureberget, Bureå            | Skellefteå | (1)    | (1)    | 76       | 96            | -        | -          | ca 2010   |                  | Konkurs 2013. Möjligen nedlagd.                                                   |
| Bygdsiljumbacken, Bygdsiljum | Skellefteå | 5      | 12     | 113      | 240           | Ja       | -          | 2021      | Bygdsiljums IF   | -                                                                                 |
| Kassjöbacken, Brännland      | Umeå       | 2      | 2      | 95       | 184           | -        | -          | -         | -                | -                                                                                 |
| Klutmarksbacken              | Skellefteå | 2      | 3      | 100      | 168           | Ja       | -          | 2021      | AK Skellefteå    | -                                                                                 |
| Middagsberget, Vännäs        | Vännäs     | 2      | 2      | 112      | 195           | Ja       | -          | 2021      | AK Vännas        | -                                                                                 |
| Omberget, Holmsund           | Umeå       | 1      | 1      | 35       | 38            | -        | -          | -         | -                | -                                                                                 |
| Solia skidanläggning, Norsjö | Norsjö     | 1      | 1      | 103      | 428           | -        |            |           | Norsjö IF        |                                                                                   |
| Storklinta, Jörn             | Skellefteå | 3      | 5      | 182      | 516           | Ja       | 1982       | 2021      | SK Järven        | Ett lägenhetskomplex med 32 lgh planeras uppföras under 2020.[uppföljning saknas] |
| Vitberget                    | Skellefteå | 2      | 1      | 90       | 139           | Ja       | -          | 2021      | -                |                                                                                   |

## Västergötland
| Anläggning                  | Kommun     | Liftar | Backar | Fallhöjd | Högsta åkhöjd | Snökanon | Öppningsår | Senast år | Skidklubb                       | Kommentar |
| --------------------------- | ---------- | ------ | ------ | -------- | ------------- | -------- | ---------- | --------- | ------------------------------- | --- |
| Alebacken, Alafors          | Ale        | 3      | 3      | 54       | 69            | Ja       | 1969       | 2021      | Alebacken SK                    | Replift (1969), utbytt till ankarlift (1980-tal). Ny knapplift (1990-talet). 2009 utökades berget med 10 m genom utfyllnadsmassor. Två nya liftar (2009). Barnlift (2012). Längsta nedfart 450 m. |
| Billingebacken              | Skövde     | 2      | 1      | 90       | 284           | Ja       |            | 2021      | SLK Vitesse                     | Nedfaren är 400 m. |
| Björbobacken                | Borås      | (1)    | (1)    | 70       | 284           | Ja       | -          | -         | -                               | Anläggningen är permanent nedlagd. |
| Bollekollen                 | Bollebygd  | 1      | 2      | 97       | 154           | Ja       | -          | 2024      | Bollekollens Sportklubb         | |
| Brudarebacken               | Göteborg   | 2      | 2      | 42       | 116           | Ja       | 1981       | 2021      | Göteborgs Skidklubb             | Nedfarten är 270 m. |
| Falköping Alpin             | Falköping  | 3      | 4      | 67       | 308           | Ja       | -          | 2021      | Falköpings AIK SLK              | |
| Hindås                      | Härryda    | (1)    | (1)    |          |               |          |            |           |                                 | Ny anläggning planerades 2013. |
| Hunnebergsbacken            | Vänersborg | ()     | ()     | 60       | 109           |          | 1960       |           | Wargöns Alpina Skidklubb (WASK) | Permanent nedlagd. |
| Kesbergets slalombacke      | Vårgårda   | 2      | 2      | 52       | 151           | Ja       | 1980       | ca 2013   | OK Kullingshof skidor           | Anläggningen är nedlagd som skidbacke. Anläggningens används som MTB-backa. |
| Kinnekullebacken            | Götene     | 1      | 4      | 114      | 300           | Ja       | -          | 2014      | -                               | Stängd tills vidare. Anläggningen låg inom fastigheten Hönsäter 7:15. |
| Kärrbogärde, Ingared        | Alingsås   | (1)    | (1)    | 42       | 108           | Nej      | -          | -         | -                               | Inom fastigheten Kärrbogärde 3:3. |
| Lilla Edet                  | Lilla Edet | (1)    | (1)    | -        | -             | -        | -          | -         | -                               | - |
| Mullsjö Alpin               | Mullsjö    | 5      | 7      | 95       | 328           | Ja       | -          | 2021      | Mullsjö Alpina SK               | |
| Stenkällegården             | Karlsborg  | 3      | 3      | 63       | 170           | Ja       | -          | 2021      |                                 | |
| Teknikbacken, Stora Delsjön | Göteborg   | 1      | 1      | -        | -             | -        | 1977       |           | -                               | Permanent nedlagd. |
| Tidaholmsbacken             | Tidaholm   | 1      | 1      | 50       | 197           | Ja       | -          | 2021      | Tidaholms SOK                   | - |
| Ulricehamn Ski Center       | Ulricehamn | 7      | 8      | 109      | 287           | Ja       | -          | 2021      | Boge SLK                        | 3 ankarliftar, 4 knappliftar. Enligt anläggningen är fallhöjden 140 m. Korrekt fallhöjd är ca 109 m.                                                                                              |
| Västerlidsbacken, Västerlid | Svenljunga | 1      | 1      | 75       | 243           | -        | -          | -         | -                               | - |
| Överlidabranten             | Svenljunga | (-)    | (-)    | -        | -             | -        | -          | -         | -                               | - |

## Västmanland
| Anläggning                          | Kommun          | Liftar | Backar | Fallhöjd | Högsta åkhöjd | Snökanon | Öppningsår      | Senaste år | Skidklubb         | Kommentar                                                                     |
| ----------------------------------- | --------------- | ------ | ------ | -------- | ------------- | -------- | --------------- | ---------- | ----------------- | ----------------------------------------------------------------------------- |
| Björnöbacken, Västerås              | Västerås        | 2      | 1      | 30       | 33            | Ja       | 1965            | -          | (Västerås SLK)    | Ideligen problem med snötillgången.                                           |
| Gillersklack, Kopparberg            | Ljusnarsberg    | (3)    | (6)    | 116      | 393           | Ja       | -               | ca 2012    | -                 | Stängd. Anläggningen har inte varit öppen på några säsonger.                  |
| Högbyn                              | Fagersta        | (6)    | (10)   | 120      | 241           | Ja       | -               | 2008       | Högby Alpina SLK  | Anläggningen är permanent nedlagd. Skidliftar är nedmonterade och sålda.      |
| Klackbergsbacken                    | Norberg         | 1      | 2      | 54       | 199           | Ja       | -               | 2021       | Norbergs SLK      | Hemmabacke för Frida Hansdotter.                                              |
| Källfallets skidbacke, Riddarhyttan | Skinnskatteberg | 1      | 1      | 31       | 211           | Ja       | -               | 2021       | -                 | -                                                                             |
| Salbohedsbacken, Salbohed           | Sala            | 1      | 1      | 22       | 92            | Nej      | -               | -          | Västerfärnebo AIK | Backen öppnade aldrig under 2021.                                             |
| Snickarbacken, Surahammar           | Surahammar      | (1)    | (1)    | 28       | 88            | Nej      | 1980-talet      | -          |                   | Permanent nedlagd. Skidliften nedmonterad. Nu pulkabacke.                     |
| Teknikbacken, Arboga                | Arboga          | 2      | 2      | 56       | 66            | Ja       | -               | 2021       | Arboga Alpina     |                                                                               |
| Teknikbacken, Hallstahammar         | Hallstahammar   | 1      | 1      | 28       | 70            | -        | -               | 2019       | -                 | -                                                                             |
| Vedbobacken, Västerås               | Västerås        | 3      | 5      | 44       | 70            | Ja       | 1980-talet/2012 | 2021       | Västerås SLK      | Backen lades ned 1996. Öppnades åter 2012. Ankarlift, knapplift och barnband. |
| Digerberget                         | Nora            | (1)    | (3)    | 74       | 199           | -        | 1980-tal        | 1990-tal   | Nora Alpina       | Hemmabacke för Johan Brolenius.                                               |
| Håkansboda, Stråssa                 | Lindesberg      | (1)    | (1)    | 47       | 265           | -        | -               | -          | -                 | -                                                                             |

## Ångermanland
| Anläggning                   | Kommun       | Liftar | Backar | Fallhöjd | Högsta åkhöjd | Snökanon | Öppningsår | Senast år            | Skidklubb               | Kommentar |
| ---------------------------- | ------------ | ------ | ------ | -------- | ------------- | -------- | ---------- | -------------------- | ----------------------- | --- |
| Agnäsbacken                  | Bjurholm     | 3      | 10     | 160      | 275           | -        | -          | 2021                 | -                       | Västerbottens län. |
| Bjästabacken, Bjästa         | Örnsköldsvik | 3      | 5      | 150      | 173           | Ja       |            | 2021                 | Bjästa Alpina Klubb     | |
| Hallsta Ski, Sollefteå       | Sollefteå    | 4      | 6      | 275      | 335           | Ja       |            | 2025                 | Sollefteå AK            | "Hallstaberget". SM i slalom 1938 och 1947. |
| Junsele slalombacke, Junsele | Sollefteå    | 2      | 3      | 92       | 323           | -        | -          | 2021                 | Junsele IF              | |
| Latbergsbacken               | Kramfors     | 1      | 3      | 110      | 146           | Ja       |            | 2025                 | Kramfors Alpina         | Hemmabacke för Ski cross-åkaren Sandra Näslund. Gratis skidåkning för allmänheten sedan vintern 2023/24.                                                                                             |
| Näsåker Teknikbacke, Näsåker | Sollefteå    | 1      | 1      | 48       | 208           | -        |            | 2021                 | Ådalslidens SK          | |
| Rågåsens Skidbacke, Ramsele  | Sollefteå    | 1      | 2      | 74       | 281           | -        | -          | 2021                 | -                       | |
| Skuleberget, Docksta         | Kramfors     | 3      | 4      | 255      | 294           | Ja       | 1965       | 2019                 | Höga Kusten Alpina      | Ny stollift invigdes sommaren 2021 (efter att den gamla stängts 2018), men körs tills vidare enbart under sommardrift. Hemmabacke för WC-åkaren Lisa Hörnblad med Höga Kusten Alpina som moderklubb. |
| Solbergabacken, Solberg      | Örnsköldsvik | 3      | 6      | 219      | 578           | -        |            | 2021                 | -                       | |
| Tåsjöbacken                  | Strömsund    | 1      | 1      | 250      | 598           | -        | -          | -                    | -                       | - |
| Viksjöbacken, Viksjö         | Härnösand    | (1)    | (2)    | 218      | 349           | Nej      |            | Nedlagd, ca 1990-tal | -                       | Permanent nedlagd. Skidliften nedmonterad. |
| Vårdkasbacken                | Härnösand    | 3      | 6      | 103      | 175           | Ja       |            | 2021                 | Härnösands Alpina Klubb | |
| Ålidberget                   | Nordmaling   | 2      | 2      | 112      | 217           | -        | -          | 2021                 | -                       | Västerbottens län |
| Åsbacken                     | Örnsköldsvik | 3      | 4      | 110      | 145           | Ja       |            | 2021                 | Friska Viljor AK        | |

## Östergötland
| Anläggning                 | Kommun       | Liftar | Backar | Fallhöjd | Högsta åkhöjd | Snökanon | Öppningsår | Senaste år | Skidklubb             | Kommentar |
| -------------------------- | ------------ | ------ | ------ | -------- | ------------- | -------- | ---------- | ---------- | --------------------- | --- |
| Asbybacken, Asby           | Ydre         | 2      | 3      | 69       | 224           | Ja       | -          | 2021       | Asby Alpina Klubb     | - |
| Lustigkullebacken          | Motala       | (1)    |        |          |               |          |            |            |                       | Permanent nedlagd på 2000-talet. |
| Ombergsliden, Borghamn     | Vadstena     | 2      | 2      | 72       | 205           | Ja       | -          | 2021       | Ödeshögs Skidklubb    | Längsta nedfart 410 m. Anläggningen drivs av Friluftsfrämjandet. Inom fastigheten Tyskeryd 1:8.                                         |
| Sockertoppen               | Åtvidaberg   | -      | -      | -        | -             | -        | -          | -          | -                     | Anläggningen är permanent nedlagd. |
| Svedjebacken, Valdemarsvik | Valdemarsvik | 1      | 1      |          |               |          |            | 2021       | Valdemarsviks SLK     | |
| Tolvmannabacken            | Kisa         | 5      | 10     | 122      | 233           | Ja       | 1958       | 2020       | Kinda Alpina Klubb    | Första skidliften öppnade 1965. Anläggningen såldes 2020 och är permanent nedlagd. Anläggningen ska konverteras till en MTB-anläggning. |
| Uttersbergsbacken, Krokek  | Norrköping   | 1      | 2      | 25       | 46            | Nej      | -          | -          | -                     | - |
| Vidingsjöbacken            | Linköping    | (1)    | (1)    |          |               |          |            |            |                       | |
| Vrinnevibacken             | Norrköping   | (1)    | 1      | 28       | 58            | -        | -          | -          | -                     | - |
| Yxbacken, Åby              | Norrköping   | 3      | 3      | 104      | 118           | Ja       | -          | 2021       | Norrköpings Skidklubb | Hemmabacke för Pernilla Wiberg. Längsta nedfart 666 m.                                                                                  |

Det här är en lista över alla alpina skidanläggningar i Sverige som är med i SLAO.

## A
- Abisko turiststation - Nuolja Offpist
- Aboda Klint
- Agnäs Lift & Fritid
- Alandsrydsborgabacken
- Alebacken
- Alljungenbacken
- Almåsaberget Skid- & äventyrsanläggning
- Ammarnäs fjäll
- Asby Alpina
- Avasaxliftarna
- Åsbobacken

## B
- Bergebobacken
- Billingebacken
- Bjursås Ski Center
- Bjästabacken
- Björkliden
- Björnberget
- Björnrike
- Blåsjöns Skidliftar
- Bockslidens Skidanläggning
- Bollebacken
- Bollekollen
- Borgafjäll
- Branäs
- Brudarebacken
- Brukets Skidbacke
- Bräntbergets Skidlift
- Bryngfjorden
- Bubergsliften
- Burberget
- Bydalens Fjällanläggning
- Bygdsiljum
- Byråsen
- Bålsta Ski Center
- Båsenbergabackan

## C
- Cubabacken

## D
- Dackestupet
- Damshöjden
- Degeröbacken
- Dömlebacken
- Dundret

## E
- Edsåsdalens Liftanläggningar
- Ekebyhovsbacken
- Ekesberget Skidanläggning
- Ekholmsnäs Skidanläggning

## F
- Falköping Alpin
- Fjällbergets Vintersportanläggning
- Fjätervålen
- Flottsbro Alpin
- Fontinbacken
- Fornby Klint
- Frykstabacken
- Funäsdalsberget

## G
- Galtis
- Gesundaberget
- Getbergets Slalombacke
- Gillersklack Kopparberg
- Gopshus Skidbacke
- Granbergsliften
- Gruvbacken
- Gruvberget, Boden
- Gräftåvallen
- Grövelfjäll Lift & Fritid
- Gussibacken
- Gustafsbergs- o Litsbacken
- Gårdstjärnsberget

## H
- Hallstahammar Teknikbacke
- Hallstaliften
- Hammarbybacken
- Hanaslövsbacken
- Hassela Ski Resort
- Hedeanläggningen
- Hemavan
- Hemlingby
- Hennickehammars Herrgård
- Himlabacken
- Hjortberget
- Hoforsbacken
- Hovfjället
- Hultagärdebacken
- Hundfjället
- Hunflen Fritidsanläggning
- Hurrbacken
- Högagärdebacken
- Högboliften
- Höglekardalens Semesterby

## I
- Idre Fjäll
- Isaberg

## J
- Jannebacken
- Jularpsbacken
- Junsele Skidbacke
- Jäckviksliften
- Järabacken
- Järvsöbacken

## K
- Ljusnedals Friluftsanläggning
- Kanisbacken
- Kappruets Lift
- Kartjärnsbacken
- Kesbergsbacken
- Kettilsås
- Kinnekullebacken
- Kiruna Alpina Anläggning
- Kittelfjäll
- Klackbergsbacken
- Klimpfjällsliftarna
- Klinten
- Klutmarksbacken
- Kläppen, Sälen
- Klövsjö
- Kobacken
- Koldemoåsen
- Kullstabacken
- Kungsbacken
- Kungsbergets skidanläggning
- Kungsbygget
- Kvarnbacken[förtydliga]
- Kvarnbergets Skidanläggning
- Kvarntorpshögen
- Kvisthamrabacken
- Kyllåsbacken
- Kåbdalis
- Källviksbacken

## L
- Landsombergets Lift
- Latbergsbacken
- Leksands Skidliftar
- Lesjöfors Slalombacke
- Lindvallen
- Lingonbacken
- Ljungdalsberget
- Lofsdalens Fjällanläggningar
- Lundabacken
- Lunedet
- Långbergets sporthotell
- Lövåsgårdens Fjällhotell

## M
- Magnussons Fjällanläggning
- Malmabacken
- Mickelbacken
- Mickeltemplet Skidlift
- Middagsberget
- Mullsjö Alpin
- Myggebacken
- Myrebobacken
- Måttsundsbacken

## N
- Nalovardo
- Nibblebacken
- Nolbybacken
- Nybrobacken
- Näsfjället
- Näsåkers Teknikbacke

## O
- Omberget
- Ombergsliden
- Orebackens Skidanläggning
- Ormberget
- Orsa Grönklitt

## P
- Paradisbacken
- Persåsliften
- Prästberget

## R
- Rackstad slalombacke
- Ragnhildsborgsbacken
- Ramundberget
- Rankås
- Riksgränsen
- Romme Alpin
- Rudträskbacken (Kalix kommun, Norrbottens län)
- Ruskolabacken
- Ryllshyttebacken
- Ryssbergsbacken
- Rågåsens Skidbacke
- Rånekölen
- Rättviksbacken
- Rödebybacken
- Rönningen/Bräcke Sportklubb
- Rönnåsbacken
- Rörvattnets Lift Ej längre i bruk
- Ramsele skidbacke

## S
- Salbohedsbacken
- Sattajärvi Skidcenter
- Skattmansöbacken
- Skidbacken Högehall
- Ski Sunne
- Skulebacken
- Skärsjövålen
- Skönviksalliansen
- Snöbolaget
- Solbergets Fritidsanläggningar
- Solia-Norsjö
- Spökbacken
- Stenkällegården
- Stenseleberget
- Storhogna
- Storklinta Stift
- Storklintens Vintersportanläggning
- Storlien
- Storstenshöjden Örebros Alpina Centrum
- Strutsabacken
- Stupet
- Stöten
- Sundshockeln
- Sundsvalls Skidbackar
- Sunnerstaåsen
- Svartbäcksmålabacken
- Svedjebacken
- Svedje Slalombacke
- Svärdsjöliften
- Säfsen Resort

## T
- Tandådalen
- Tjamstanberget
- Tolvmannabacken
- Torkildsbacken
- Trillevallen
- Trollhöjden
- Trosa Alpina Klubb
- Tåsjöbergets Fritidsanläggning
- Tänndalsliftarna/Hamra
- Tänndalsvallen
- Tännäskröket

## U
- Ulricehamns Skicenter
- Uvbergsbacken

## V
- Valbackens Alpina Förening
- Valfjället
- Vallberget
- Vallsberget
- Vallåsen
- Vallåsens Skidanläggning
- Vemdalsskalet
- Vetten
- Vikberget
- Vilstabacken
- Vinterberget
- Vinterstadion
- Vitbergsliften
- Viterliden Slalombacke
- Vittjåkk
- Vuollerim Slalombacke
- Vrenningebacken
- Vålådalens Turiststation
- Vångabacken
- Vårdkasen/Brännans IF
- Värmullsåsen
- Väsjöbacken

## W
- Wäsabergen

## Y
- Yxbacken

## Å
- Åkersjöns Lift
- Ålbergabacken
- Ålidbergets Skidanläggning
- Ålviksbacken
- Ålåsens Fritidsby
- Åmåls Skicenter
- Åre
- Årjängs Slalombacke
- Åsbacken
- Åslialiften

## Ä
- Äckbäckbacken

## Ö
- Överums/Odensvi skidbackar